# Banjar Ganjang
Banjar Ganjang is een bestuurslaag in het regentschap Toba Samosir van de provincie Noord-Sumatra, Indonesië. Banjar Ganjang telt 822 inwoners (volkstelling 2010).